# Aegir (satélite)

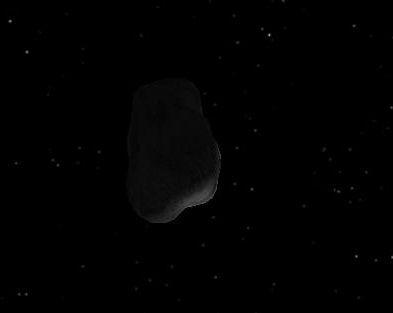
Imagem ilustrativa de Aegir.

Aegir, também conhecido Saturno XXXVI é um satélite natural de Saturno. Sua descoberta foi anunciada por Scott S. Sheppard, David C. Jewitt, Jan Kleyna, e Brian G. Marsden em 4 de maio de 2005, a partir de observações feitas entre 12 de dezembro de 2004 e 11 de março de 2005. Sua designação provisória foi S/2004 S 10.
Aegir tem cerca de 6 km de diâmetro, e orbita Saturno a uma distância média de 19 618 000 km em 1025,908 dias, com uma inclinação de 167° com a eclíptica (140° com o equador de Saturno), em uma direção retrógrada com uma excentricidade de 0,237.
Foi nomeado em abril de 2007 a partir de Aegir, um gigante da mitologia nórdica.